# Emel Mathlouthi
Emel Mathlouthi (en árabe: آمال المثلوثي‎) también conocida simplemente como Emel, nacida el 11 de enero de 1982), es una cantautora, música, arreglista y productora tunecina. Saltó a la fama con su canción de protesta "Kelmti Horra" (mi palabra es libre), que se convirtió en un himno para la Revolución tunecina y la Primavera Árabe. Su primer álbum de estudio, también titulado Kelmti Horra, se lanzó en todo el mundo en 2012 con gran éxito de crítica: combinó raíces árabes con toques occidentales. Su segundo álbum, Ensen, fue lanzado en 2017, mezclando más electrónica con música clásica. En Everywhere We Looked Was Burning en 2019, cantó todas las letras en inglés.
En 2020, el vídeo de su canción "Holm" (un sueño) que canta en árabe tunecino, tuvo varios millones de visualizaciones en pocos meses. "Holm" estuvo incluida en el álbum doble The Tunis Diaries qué grabó ella misma con tan solo su voz, una guitarra acústica como instrumento único y un portátil. También ha colaborado con otros artistas como Tricky, Vitalic, Valgeir Sigurdsson o Steve Moore.

## Primeros años
Emel Mathlouthi comenzó a cantar y actuar a los 8 años en un suburbio de su ciudad natal, Túnez. Escribió su primera canción cuando tenía 10 años. Descubrió sus fuertes capacidades vocales a los 15 años, animada por su entorno e inspirada por grandes cantantes pop de los 90. Encontró un fuerte refugio en el heavy metal un poco más tarde y en la música gótica y formó su primera banda de metal en una universidad de Túnez cuando tenía 19 años. Unos años más tarde, profundamente conmovida por la voz y las ideas de Joan Báez después de que su compañero de banda le tocara "The Boxer", abandonó la banda y comenzó a escribir canciones políticas, descubriendo su frustración por la falta de oportunidades y la apatía de sus compatriotas, como en "Ya Tounes Ya Meskina" (pobre Túnez). En 2006 fue finalista en el concurso Prix RMC Moyen-Orient Musique. Decidió mudarse a París en 2008 cuando el gobierno tunecino prohibió sus canciones en la radio y la televisión. Aunque estaban prohibidas en las ondas de radio, sus actuaciones en directo en Francia circularon por Internet en Túnez de manera pirata. Tras la muerte de Mohamed Bouazizi, le dedicó una versión en árabe de la canción de Joan Báez "Here's To You".

## Carrera
A principios de 2011, fue grabada en la avenida Habib Bourguiba cantando "Kelmti Horra" a los manifestantes y se convirtió en un video viral.

### Kelmti Horra(2012-2016)
Emel Mathlouthi lanzó su álbum debut, Kelmti Horra, en enero de 2012. Recibió elogios de la crítica. En una reseña de cuatro de cinco estrellas, The Guardian elogió el álbum por fusionar raíces árabes con sabores occidentales, algo de rock pero sobre todo trip-hop cavernoso. "La mezcla funciona bien en los destacados "Dhalem" y "Ma Ikit", donde la sorprendente voz de Mathlouthi encuentra la mayor parte de la melodía; en otros lugares, el estado de ánimo comprensiblemente serio de protesta y tristeza se aplana un poco. Sin embargo, es una nueva y poderosa voz". El álbum fue influenciado por Joan Báez, Massive Attack y Björk. Como música con conciencia política, las canciones del álbum tienen el deber prometedor de hablar sobre cualquier injusticia que Emel haya presenciado sobre su amado Túnez. Si bien ella canta sobre la humanidad y un mundo mejor, el éxito de este disco la ha hecho llegar a muchas más personas en diferentes partes del mundo.

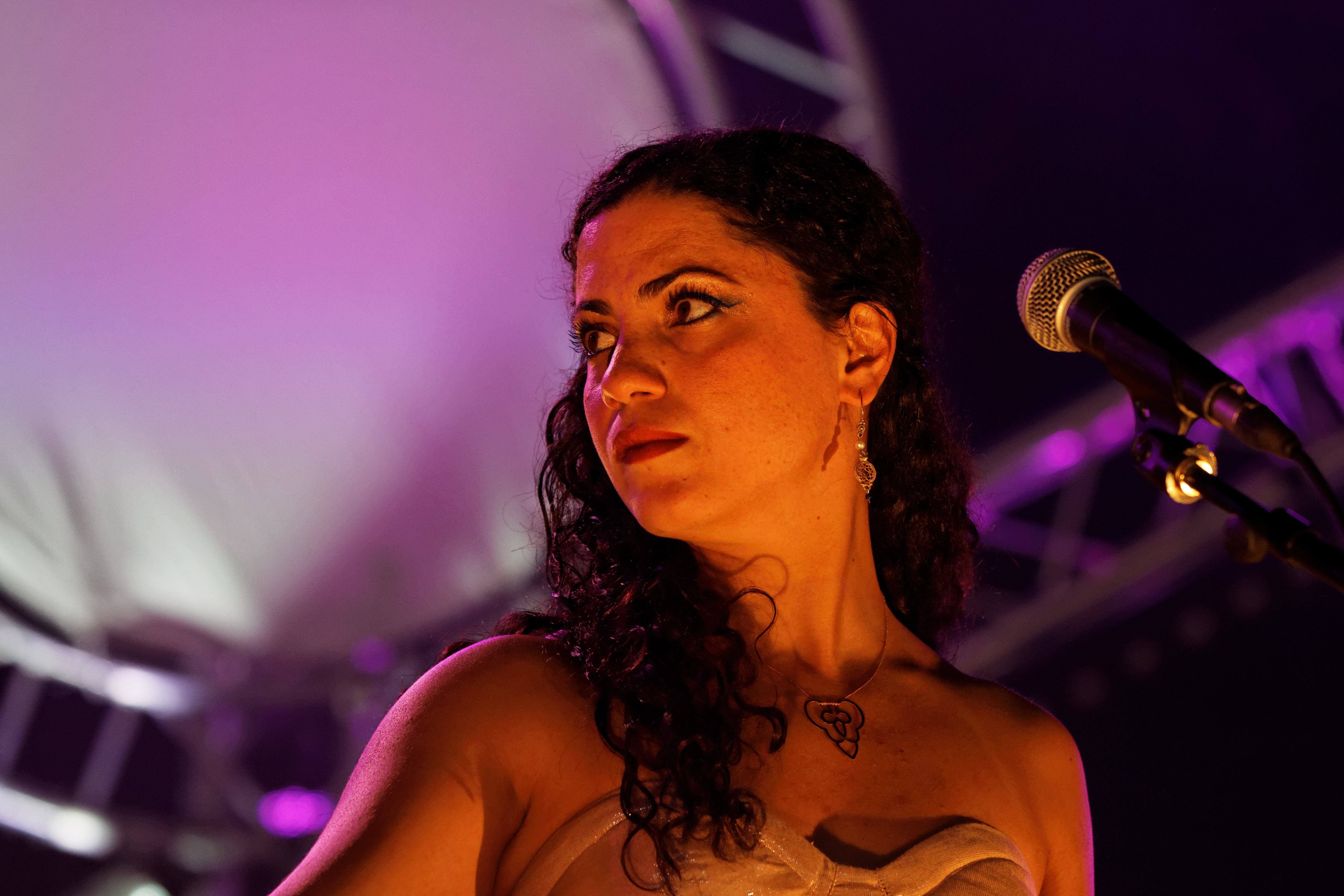
Emel en directo en agosto de 2012.

Dio conciertos en Egipto e Irak, y actuó en Canadá en el Vancouver Folk Music Festival y en el Festival du monde mrabe de Montréal.
A principios de julio de 2012, dio un concierto innovador en Bagdad, Irak. El 28 de julio dio un concierto en el Festival Sfinks, en Bélgica, donde recibió una ovación de pie por su versión de la canción de Leonard Cohen "Hallelujah". En 2013, después de su primer concierto en El Cairo desde la revolución, Ahram Online la describió como "la Fairuz de su generación". Actuó como telonera para Dead Can Dance en el festival Les nuits de Fourvière en Lyon y actuó en el WOMAD en Charlton Park en el Reino Unido. Las autoridades israelíes se negaron a dejarla entrar a Ramallah para actuar, por lo que cantó frente a una cámara en Jordania. El pequeño espectáculo fue transmitido a la audiencia palestina en un teatro en Ramallah.
Como la canción, "Kelmti Horra" (mi palabra es libre), fue considerada "el himno de la Primavera Árabe", ha sido la canción más famosa de Emel hasta el momento. El gran éxito de esta canción la llevó a interpretarla el 11 de diciembre de 2015, durante la ceremonia de entrega del Premio Nobel de la Paz 2015 en Oslo, que fue otorgado al Cuarteto para el Diálogo Nacional Tunecino. En la ceremonia del Premio Nobel de la Paz, interpretó dos versiones de su canción "Kelmti Horra", una acompañada solo por un guitarrista, Karim Attoumane, y la otra con una orquesta y un coro completos. El concierto fue presentado por Jay Leno, quien la elogió en la conferencia de prensa del concierto como la primera cantante de lengua árabe en captar su atención.
Durante ese tiempo, colaboró con Tricky y proporcionó la voz principal en su canción "Emel".

### Ensen(2017-2018)
Ensen (humano) fue lanzado en febrero de 2017 por Partisan Records. El álbum fue grabado en siete países, incluidos Islandia, Suecia, Francia y Estados Unidos. Los productores del álbum incluyen al excolaborador de Björk, el productor islandés Valgeir Sigurðsson y el principal colaborador de Emel, el productor franco-tunecino Amine Metani. Pitchfork elogió el primer sencillo del álbum, "Ensen Dhaif" (humano indefenso), como "una fusión magníficamente ornamentada de ritmos altísimos y escalas árabes menores de tonos oscuros. Su tono incendiario es conducido por la voz forzada de Mathlouthi, que es a la vez vulnerable y fuerte. En "Ensen Dhaif" escuchas a una persona que se niega a comprometerse, una visión abrasadora basada en riesgos reales y la necesidad de la verdad". Como explica Mathlouthi, la canción está dedicada a las "personas que tienen que llevar el peso y todas las luchas para que un porcentaje muy pequeño pueda disfrutar del poder".
Las canciones de Ensen fueron reelaboradas por completo en el álbum remix Ensenity. Se invitó a nueve productores diferentes de diferentes orígenes para acentuar el lado electrónico de las pistas.

### Everywhere We Looked Was Burning(2019)
En 2019, lanzó su primer álbum en inglés Everywhere We Looked Was Burning. Quería "escribir sobre la naturaleza, así como sobre la belleza y la lucha de estos tiempos". Se inspiró en las "imágenes esenciales" de poetas estadounidenses como T. S. Eliot y John Ashbury. En ese momento, ella había estado viviendo en el área de Nueva York durante algunos años. New York Times lo revisó diciendo: "Mientras canta sobre una experiencia misteriosa, la melodía modal sostenida y los tramos de armonía de drones insinúan los fundamentos árabes y del norte de África, mientras que sus instrumentos eléctricos y electrónicos pulsan y flotan en el espacio virtual, manteniendo el enigma". Brooklyn Vegan escribió que "estas son realmente algunas de sus canciones más impresionantes hasta el momento". Everywhere We Looked Was Burning fue producido en parte con Steve Moore.
Ese año, Emel también cantó en la versión extendida de Beloved Exile de Moore. AllMusic reseñó su actuación diciendo: "el primer acto de 'Your Sentries Will Be Met with Force' presenta la encantadora voz de la cantante tunecina Emel Mathlouthi, quien agrega una nueva dimensión sublime a la electrónica brillante y pulsante de Moore".
En 2017, regresó a Túnez para dar su primer concierto allí en cinco años, encabezando el prestigioso Festival Internacional de Cartago. Ese verano también actuó en el Festival Beitaddine en Líbano y en el festival SummerStage en Central Park, Nueva York.

### The Tunis Diaries(2020-presente)
Mientras estaba de vacaciones en la casa de su infancia en Túnez en 2020, grabó el álbum doble The Tunis Diaries ella misma, con tan solo una guitarra acústica y su voz. Hacía mucho tiempo que ella no tocaba una guitarra acústica. The Tunis Diaries se divide en dos partes, "Day" (día) y "Night" (noche). El primer disco incluye canciones de Emel cantadas en parte en inglés y en tunecino, además de una canción inédita "Holm", que ya tenía más de 3,5 millones de visualizaciones en YouTube en enero de 2021. El segundo disco presenta varias versiones de Leonard Cohen, David Bowie y Jeff Buckley. Mientras promocionaba el álbum en París, grabó una interpretación de una canción de Siouxsie and the Banshees como única para la televisión francesa.
En 2021, lanzó Everywhere We Looked Was Burning Live, que era una versión en vivo de su álbum de 2019. En septiembre, colaboró con el productor de música electrónica Vitalic para un concierto único en París que tuvo lugar en el Théâtre du Châtelet: juntos crearon una nueva música en torno a la poesía de Ghada Al-Samman para un evento llamado Variations. El programa fue grabado para el canal Culturebox y subido a YouTube. Hizo una gira por Japón en noviembre y diciembre. Emel Mathlouthi también participó en el dúo titulado Toutes les filles, del miniálbum de la cantante francesa Laura Cahen lanzado en 2023.

## Influencias
Mathlouthi enumera sus primeras influencias musicales como Joan Báez, Bob Dylan, Marcel Khalife y Sheikh Imam. Sus otras influencias musicales incluyen a Janis Joplin, Sinéad O'Connor, Led Zeppelin, James Blake, Roger Waters y Fuck Buttons.

## Estilo
El estilo singular de Mathlouthi es una mezcla de sonidos del norte de África y producción electrónica moderna.

## Cine
Mathlouthi apareció en el documental de 2014 No Land's Song de Ayat Najafi, en el que se convierte en la primera mujer en cantar como solista en Irán desde 1979. Su música ha sido utilizada en las bandas sonoras de varias películas.

## Moda
Mathlouthi colabora con frecuencia con los mejores diseñadores emergentes para su ropa de escenario, incluidos Manish Arora, Jean-Paul Gaultier y Ahmed Talfit, pero con mayor frecuencia con su compatriota Azzedine Alaia.

## Discografía

### Álbumes
- Kelmti Horra (2012)[33]
- Ensen (2017)
- Ensenity, álbum remix (2018)
- Everywhere We Looked Was Burning (2019)
- The Tunis Diaries (2020)
- MRA (2024)

### Colaboraciones
- The Rough Guide To Arabic Revolution, World Music Network (2013)
- "Now Indie Arabia", Universal Music Group (2016)
- "Philia: Artists Rise Against Islamophobia", Floating House Recordings (2017)